# Мена
Мена (њем. Mehna) општина је у њемачкој савезној држави Тирингија. Једно је од 40 општинских средишта округа Алтенбургер Ланд. Према процјени из 2010. у општини је живјело 360 становника. Посједује регионалну шифру (AGS) 16077031.

## Географски и демографски подаци
Мена се налази у савезној држави Тирингија у округу Алтенбургер Ланд. Општина се налази на надморској висини од 240 метара. Површина општине износи 4,7 km². У самом мјесту је, према процјени из 2010. године, живјело 360 становника. Просјечна густина становништва износи 77 становника/km².

## Међународна сарадња
| Мјесто | Држава   | Врста сарадње | Од    |
| ------ | -------- | ------------- | ----- |
| Добеле | Летонија | партнерство   | 1993. |
|        | Чешка    | партнерство   | 2001. |
| Извор  |          |               |       |